# Riley Gaines
Pour les articles homonymes, voir Gaines.
 (mars 2024).
La mise en forme du texte ne suit pas les recommandations de Wikipédia : il faut le « wikifier ».
Les points d'amélioration suivants sont les cas les plus fréquents. Le détail des points à revoir est peut-être précisé sur la page de discussion.
- Les titres sont pré-formatés par le logiciel. Ils ne sont ni en capitales, ni en gras.
- Le texte ne doit pas être écrit en capitales (les noms de famille non plus), ni en gras, ni en italique, ni en « petit »…
- Le gras n'est utilisé que pour surligner le titre de l'article dans l'introduction, une seule fois.
- L'italique est rarement utilisé : mots en langue étrangère, titres d'œuvres, noms de bateaux, etc.
- Les citations ne sont pas en italique mais en corps de texte normal. Elles sont entourées par des guillemets français : « et ».
- Les listes à puces sont à éviter, des paragraphes rédigés étant largement préférés. Les tableaux sont à réserver à la présentation de données structurées (résultats, etc.).
- Les appels de note de bas de page (petits chiffres en exposant, introduits par l'outil «  Source ») sont à placer entre la fin de phrase et le point final[comme ça].
- Les liens internes (vers d'autres articles de Wikipédia) sont à choisir avec parcimonie. Créez des liens vers des articles approfondissant le sujet. Les termes génériques sans rapport avec le sujet sont à éviter, ainsi que les répétitions de liens vers un même terme.
- Les liens externes sont à placer uniquement dans une section « Liens externes », à la fin de l'article. Ces liens sont à choisir avec parcimonie suivant les règles définies. Si un lien sert de source à l'article, son insertion dans le texte est à faire par les notes de bas de page.
- La présentation des références doit suivre les conventions bibliographiques. Il est recommandé d'utiliser les modèles {{Ouvrage}}, {{Chapitre}}, {{Article}}, {{Lien web}} et/ou {{Bibliographie}}. Le mode d'édition visuel peut mettre en forme automatiquement les références.
- Insérer une infobox (cadre d'informations à droite) n'est pas obligatoire pour parachever la mise en page.

Pour une aide détaillée, merci de consulter Aide:Wikification.
Si vous pensez que ces points ont été résolus, vous pouvez retirer ce bandeau et améliorer la mise en forme d'un autre article.
Riley Marie Gaines
Riley Marie Gaines , également connue sous le nom de Riley Gaines Barker, est née en avril 2000. Ancienne nageuse de compétition américaine de Gallatin, Tennessee, la jeune femme a concouru pour l'équipe de natation NCAA de l'Université du Kentucky.
Elle est nommée l'athlète-boursière de l'année en natation et en plongeon féminin ,,  à la Conférence du Sud-Est de 2022.
Chrétienne de confession, la nageuse a fait campagne contre la participation des femmes trans aux sports féminins.

## Enfance
Ses parents baignaient déjà dans l'univers sportif. Son père, Brad Gaines, était joueur de football à l'Université Vanderbilt. Quant à sa mère, Telisha Gaines, elle pratiquait le softball à  Donelson Christian Academy et à Austin Peay.
Leur fille a fréquenté  le Station Camp High School à Gallatin. En tant que junior, elle remporte le 100 mètres en nage papillon et le 100 mètres en nage libre au championnat TISCA High School Swim & Dive à Knoxville en 2017    

## Sport universitaire

Logo de l'Université du Kentucky

En 2019, elle rejoint l'équipe de natation de l'Université du Kentucky et intègre l'équipe All-SEC Freshman. Elle fait également partie de la deuxième équipe All-SEC en 2019 et 2020.
Dans la première équipe All-SEC, elle participe aux championnats féminins de natation et de plongeon de la NCAA 2021, auxquelles elle termine deuxième au relais 4 × 200 m nage papillon et septième au 200 m nage libre.

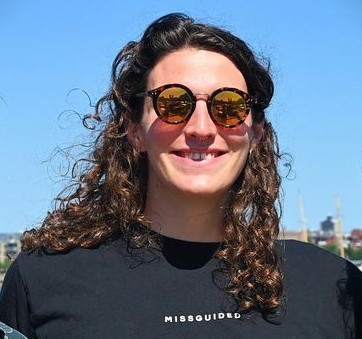
Lia Thomas, nageuse de l'Université de Pennsylvanie, à Boston, Massachusetts.

En 2022, elle nage pour l'Université du Kentucky lors du championnat NCAA de natation en style libre sur 200 yards.
La jeune nageuse termine à égalité à la cinquième place avec Lia Thomas, qui représente l'Université de Pennsylvanie.
Sa concurrente est la première championne transgenre ouvertement déclarée à remporter un championnat national de la division I féminine, tous sports confondus y compris de la NCAA. Elle y est parvenue en remportant, avec un temps de 4 minutes 33, 24 secondes, le 500 yards en style libre,.

## Activisme politique
Gaines milite contre l'inclusion des femmes trans dans la division féminine des sports. Elle a notamment fait pression sur ses représentants de l'État en avril 2022 afin qu'ils adoptent une loi interdisant aux femmes transgenres les sports féminins,,.
En septembre 2022, la jeune nageuse soutient la campagne du sénateur américain Rand Paul. Elle apparait dans une publicité télévisée pour lui, où elle partage ouvertement ses critiques à l'égard des femmes trans dans le sport féminin.
En janvier 2023, Gaines participe à une petite manifestation à la Convention de la NCAA, apparue dans des publicités de campagne pour l'ancien candidat au Sénat américain Herschel Walker. Elle a également pris la parole lors d'un rassemblement de Donald Trump.
En mars 2023, Gaines est invitée comme conférencier  à un comité sénatorial du Texas. Cette conférence est en faveur d'une législation qui interdirait catégoriquement aux athlètes universitaires transgenres de concourir dans des divisions sportives qui correspondent à leur identité de genre.

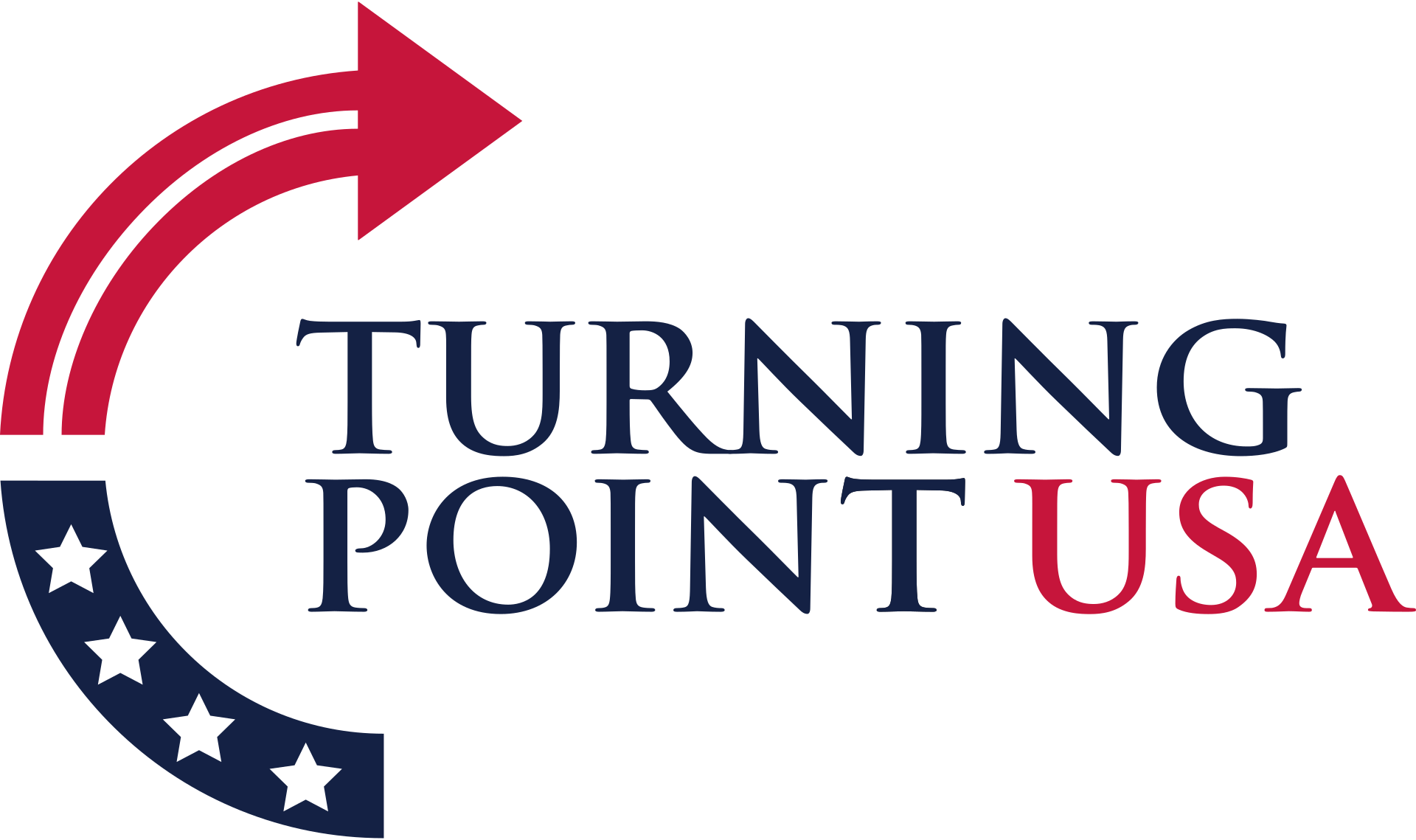
Logo de Turning Point USA

En avril 2023, Gaines se rend à l'Université d'État de San Francisco pour un événement du chapitre étudiant Turning Point USA. Elle parle publiquement de sa campagne contre les athlètes transgenres dans les sports féminins,. Une fois l’événement terminé, des manifestants sont arrivés,. Acculée, la nageuse est escortée par des agents des forces de l'ordre. Elle s'abrite dans une salle de classe, où elle est restée trois heures, attendant que les manifestants cessent de manifester à l'extérieur,. Après l'événement, elle déclare avoir été physiquement frappée à deux reprises par une personne pendant la manifestation,. PEN America qualifie cet incident de « désastre », ajoutant que « l'intimidation physique ou la violence ne sont jamais une réponse acceptable à un discours, aussi haineux ou controversé qu'il puisse être ».

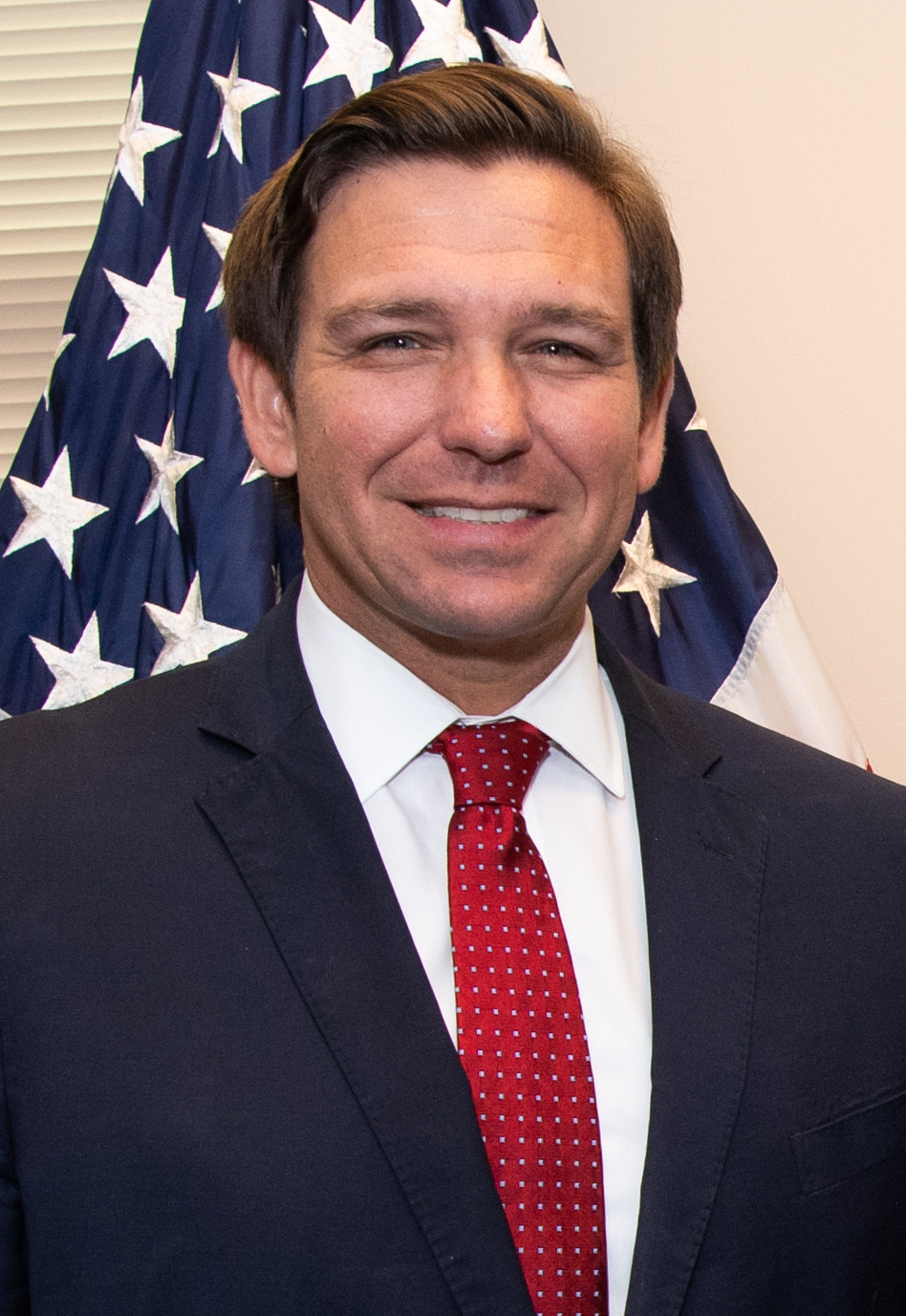
Ron DeSantis

Après l'événement SFSU, SFGate a écrit que Gaines "s'est fait connaître en tant qu'activiste l'année dernière après avoir terminé cinquième à égalité avec la nageuse trans Lia Thomas ". Ils ajoutent qu'elle "a depuis lancé une croisade publique contre Thomas". Le 2 juin 2023, elle soutient Ron DeSantis, membre du parti républicain, lors de l'élection présidentielle américaine de 2024.
Le 21 juin 2023, Gaines est apparue en tant que témoin lors d'une audition du Comité judiciaire du Sénat axée sur la protection des droits civils des Américains LGBTQ. Selon C-SPAN, elle a partagé sa "propre expérience personnelle de compétition avec la nageuse trans Lia Thomas et d'avoir dû partager le même vestiaire." ,
En août 2023, Gaines et d'autres membres du groupe anti-trans Independent Women's Voice accompagnent le gouverneur de l'Oklahoma, Kevin Stitt. Il signait un décret élaboré à partir d'une législation modèle créée par l'IWV, après que des législations similaires aient échoué deux fois à être adoptées par la législature de l'Oklahoma,,.
Le décret exécutif comprend diverses dispositions, notamment une interdiction aux femmes et aux filles transgenres d'utiliser les toilettes et les vestiaires désignés pour les « femmes ». Il contient également une directive aux agences d'État d'utiliser le sexe assigné à la naissance pour définir les « hommes » et « femmes »,,.

Logo de PinkNews

En novembre 2023, Gaines a officialisé sa collaboration avec la FIDE dans le but d'empêcher les femmes transgenres de participer aux compétitions d'échecs féminines. Cela a suscité des critiques de la part de PinkNews  qui a remis en question l'affirmation selon laquelle les femmes transgenres bénéficieraient d'un avantage dans ce domaine.